# El affaire Dominici
El affaire Dominici es un thriller dramático estrenado en 1974 en España y dirigido por Claude Bernard-Aubert, basado en hechos reales. Es la primera de las dos películas y una adaptación televisiva que abordan el tema.

## Argumento
El caso Dominici es un caso criminal que ocurrió en Francia. Durante la noche del 4 al 5 de agosto de 1952 Jack Drummond, su esposa Anne y su hija Elisabeth fueron asesinados en las cercanías de una propiedad industrial que les pertenecía, ‘China continental’, la explotación familiar Dominici en la ciudad de Lurs en los Alpes. En 1952, a sus 75 años, Gaston Dominici fue declarado culpable del brutal asesinato triple.